# Grøndalsvænge
Haveboligforeningen Grøndalsvænge i Vanløse i København blev oprettet ved en stiftende generalforsamling i København den 26. november 1911.

## Historie
Husene i Grøndalsvænge var dels enkelthuse, dels dobbelthuse, idet hver lejlighed bestod af forstue, dagligstue, spisestue og køkken (samt et toiletrum) i stueetagen, soveværelse og loftsrum, der kunne inddrages til værelse, i tagetagen. Husene havde kælder og havde så vidt muligt et ensartet præg, opførte med tage af røde vingesten, karnapper og hvide stakitter.
Grundenes størrelse var fra 320 m2 til 600 m2.
Grøndalsvænge blev opført efter en samlet plan. Vejnettet var gennemgående. Der var ingen pladser.
Arkitekterne bag projektet var Poul Holsøe og Jesper Tvede som blev anbefalet på baggrund af Holsøes byggeri Fruens Vænge i Holbæk. Projektet er præget af Bedre Byggeskik-stilen.
Grøndalsvænge blev bygget i fire sektioner mellem 1914 og 1928, og 5. maj 1928 var der rejsegilde for det sidste hus. Den samlede anlægssum for de 390 huse (inkl. fællesbygning) var på kr. 8.362.000 i datidens mønt.
I 1922 blev der stillet forslag om en social fond for medlemmerne og denne blev realiseret i 1930 for at hjælpe de økonomisk dårligt stillede i foreningen.
Ved foreningens stiftelse pålagde kommunen andelshaverne en tilbagekøbsklausul, som medlemmerne frikøbte sig fra i forbindelse med en generalforsamling i 2004.